# ماهيش شاندرا ميهتا
ماهيش شاندرا ميهتا (بالإنجليزية: Mahesh Chandra Mehta)‏ هو محامي هندي، ولد في 1946.